# Björn Hettne
Björn Hettne, född 6 juli 1939, är en svensk författare och professor emeritus inom freds- och utvecklingsforskning vid Institutionen för globala studier vid Göteborgs universitet. År 1994 blev han ledamot i Kungliga Vetenskaps- och Vitterhetssamhället i Göteborg.
Hettnes forsknings- och undervisningsområden innefattar internationell politisk ekonomi, regionalism, utveckling och konfliktteori.